# 津田沼パルコ
津田沼パルコ（つだぬまパルコ）は1977年から2023年まで、千葉県船橋市で営業していたファッションビル。

## 概要

### 開店までの経緯
パルコが開店した津田沼駅北口は元は畑で道も未舗装な場所だったが、1970年の区画整理事業後は大型商業施設の開店が相次いだ。北口では1976年に「長崎屋」、1977年は「津田沼パルコ」「西友」「イトーヨーカドー」、1978年に「丸井」、南口では1978年に「髙島屋」と「ダイエー」を中核にした複合商業施設「サンペデック」が開業され"津田沼戦争"と称された。
当初は西友が単独での出店を予定していたが着工した段階で単独では困難であると判断され、同じくセゾングループであったパルコとの共同出店となった。駅寄りの棟（のちのA館）がパルコで、B2F・1F・3F・6Fが連絡通路で接続された背裏の棟（のちのB館）が西友の複合ビルで、"西武津田沼ショッピングセンター"の総称で開業した。

### 津田沼駅北口の顔へ
同時期に駅前周辺に多くの商業施設が開業したこともあって開業当初は苦戦したものの、パルコは小売店に留まらず最先端の文化の発信地という独自のスタンスとDCブランドブームを追い風に、1985年には西友が地階の食料品売り場のみに規模を縮小、上層階は「津田沼パルコLet’s館」に増床された。
1987年にはペデストリアンデッキが整備されて津田沼駅北口とA館2階が接続され、津田沼駅北口のランドマークとしての存在感が増していった。
2017年には西友の閉店（かつては各地のパルコに出店していたものの、「千葉パルコ」閉店後は唯一のパルコとの共同店舗となっていた）を受けて、開業以来になる地下の大規模改装が行われ、Ａ館地下には食の専門店を導入、Ｂ館地下には暮らしの必需品・生活雑貨など生活に密着したアイテムの拡充がされている。

### 経営環境の変化
津田沼駅周辺はオーバーストア傾向の地域であったが、80年代〜90年代前半にかけては総合スーパーの「イトーヨーカドー」と「ダイエー」が全国の店舗のなかで売上一位を記録する、有力店の所在地であった。衣食住をトータルで揃える小売業のビジネスモデルに変化の波が訪れたのは、1990年代に本格化する特定の分野に取り扱い商品を特化したカテゴリーキラーの台頭である。具体例としてはセゾングループだった「無印良品」や「ロフト」、ファーストリテイリング傘下の「ユニクロ」「ジーユー」が挙げられる。2000年の大店法廃止以降は、郊外で大型ショッピングセンターが次々に誕生して買い物客の流出が起きた。津田沼周辺では船橋市の「ららぽーとTOKYO-BAY」が増床を繰り返し集客力を高め、イオンモールは津田沼、船橋、幕張で相次ぎ開業した。なかでも2003年に新京成電鉄・新津田沼駅前で開業した「イオンモール津田沼」は、津田沼駅周辺の商環境流動化の呼び水になった。
小売業界だけでなく津田沼を取り巻く環境の変化もあった。1996年に西船橋駅経由で東京まで行ける東葉高速鉄道が開業すると、津田沼駅や約250メートル離れた新京成線・新津田沼駅の乗降客数が減り、"買い物の街"としての求心力の低下から売り上げが低迷し、建物の老朽化も懸案になっていた。

### 閉店発表
パルコを傘下に持つJ.フロント リテイリングは「津田沼パルコ」と「新所沢パルコ」を閉店すると、2021年2月24日に発表した。津田沼駅周辺・郊外、総武線沿線などでの開発が進行し、競合店の開業・増床リニューアルが続くなか、近年では減損損失を計上するなど厳しい事業環境にあった。津田沼駅周辺の再開発などが計画されており、店舗を取り巻くこれらの商環境の変化などを勘案した結果、建物賃貸借契約の満了時期を踏まえ2023年2月28日の閉店を決定した。

### 閉店
津田沼地域の官民一体の協力による津田沼プロジェクションマッピング実行委員会らによって、2022年12月2・3日に津田沼駅北口ペデストリアンデッキ特設観覧エリアにて、Ａ館壁面に映し出される津田沼の歴史と未来を題材にした巨大プロジェクションマッピングが開催され、津田沼駅北口には多くの観覧者が集まった。
2023年2月は28日まで閉店セールのほか、各種イベントが開催された。A館外壁には感謝の想いを込めた3コマのアートワークの連横断幕が掲出され、特設会場では「記念撮影コーナー＆カウントダウンボード」が設置された。またA館1階～6階階段ではイラストレーター山口はるみによる津田沼PARCO開業当時のポスターを含めた、1967年パルコ開業から現在に至るまでのポスター200枚以上を展示する「PARCO B全展」を開催した。地域からの協力ではパルコが所属する「船橋市前原商店街」と近隣の「津田沼一丁目商店会」、南口にキャンパスが立地する「千葉工業大学」、津田沼駅と近隣のJR東日本による各種企画が実施された。
長年親交の深い津田沼駅が閉店日の28日限定で、津田沼パルコを望む1･2番線（総武快速線）の幕張方面側ホーム１枚の駅名看板を「つだぬまパルコ駅」に変更する企画が実施され、多くの記念撮影の列ができたほかSNSでも話題になった。当初は終日掲示予定だったが、想定以上の混雑を受けて同日午後３時に撤去された。
最終日には記念品として来店先着500人に、津田沼パルコ開店当時にA館屋上に設置されていた"自由の女神像"をモチーフにしたイラスト入りオリジナル手ぬぐいの配布準備をしていたが、開店前に配布人数に達する多くの人が行列を作った。閉店後の午後9時、A館壁面にレーザー光線で映し出された「Thank you TSUDANUMA」をひと目見ようと、津田沼駅北口の広大なペデストリアンデッキ上を埋め尽くすほどの人が溢れ返った。閉店セレモニーでは野口香苗店長をはじめとするスタッフが避難バルコニーから顔を出し、来場者に笑顔で手を振った。「45年間、ありがとうございました」と野口店長が挨拶すると、誰からともなく拍手が湧き起こるなか45年間の歴史は幕を閉じた。

### 閉店後
株式会社「津田沼七番館」(船橋市）は閉店した津田沼パルコB館を、新たな商業施設「Viit (ビート)」へのリニューアルオープンと、パルコの一部テナントが営業再開し、2023年3月16日より順次オープンすると発表した。A館は「三井不動産レジデンシャル」が取得後、「三井住建道路」により解体工事が施行された。2024年4月時点で、建物は完全に解体され更地となっている。
2024年9月に「イトーヨーカドー津田沼店」が閉店したことにより、"津田沼戦争"時代の商業施設はすべて撤退した。

## ギャラリー

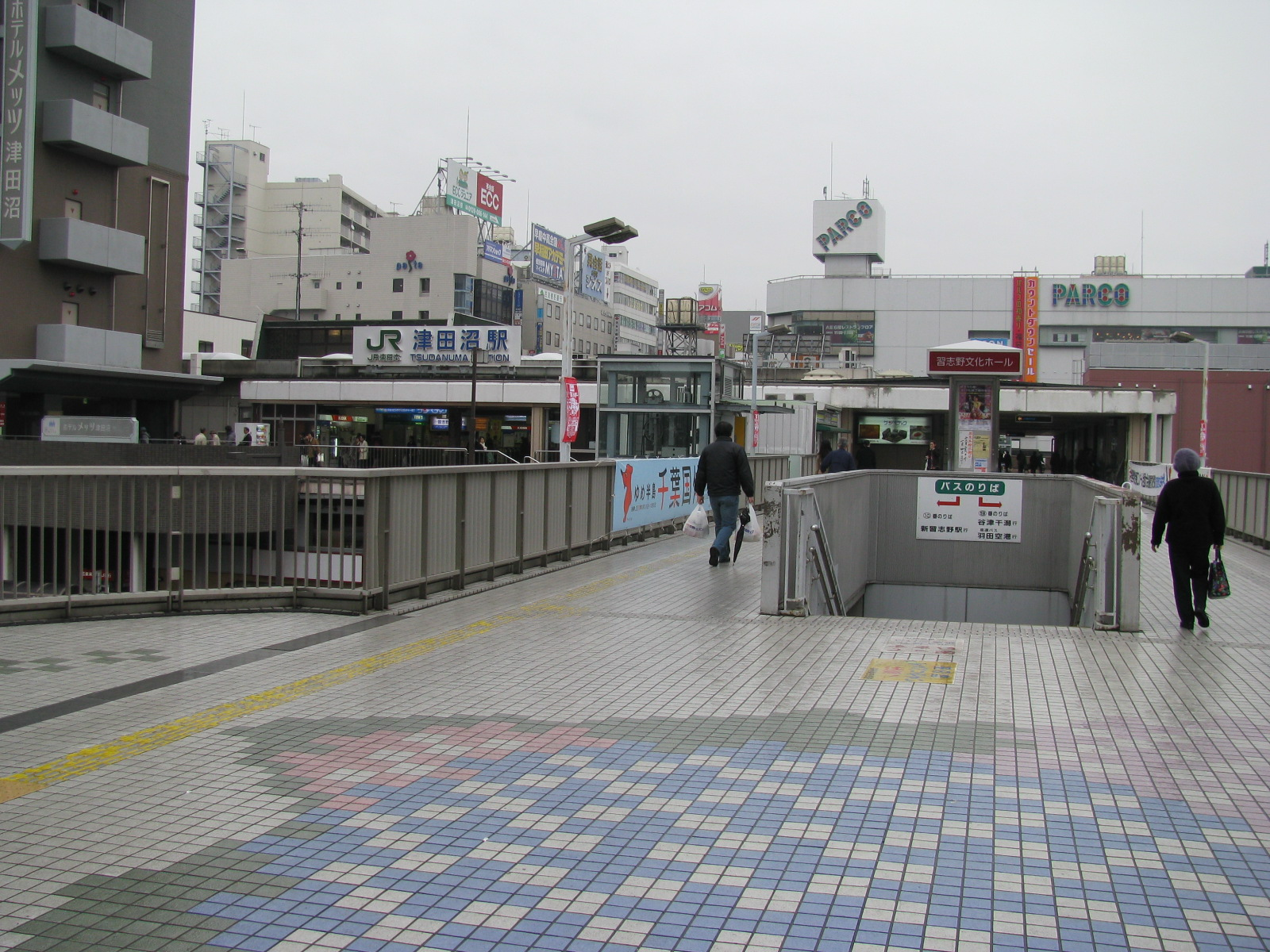
津田沼駅南口からパルコを望む
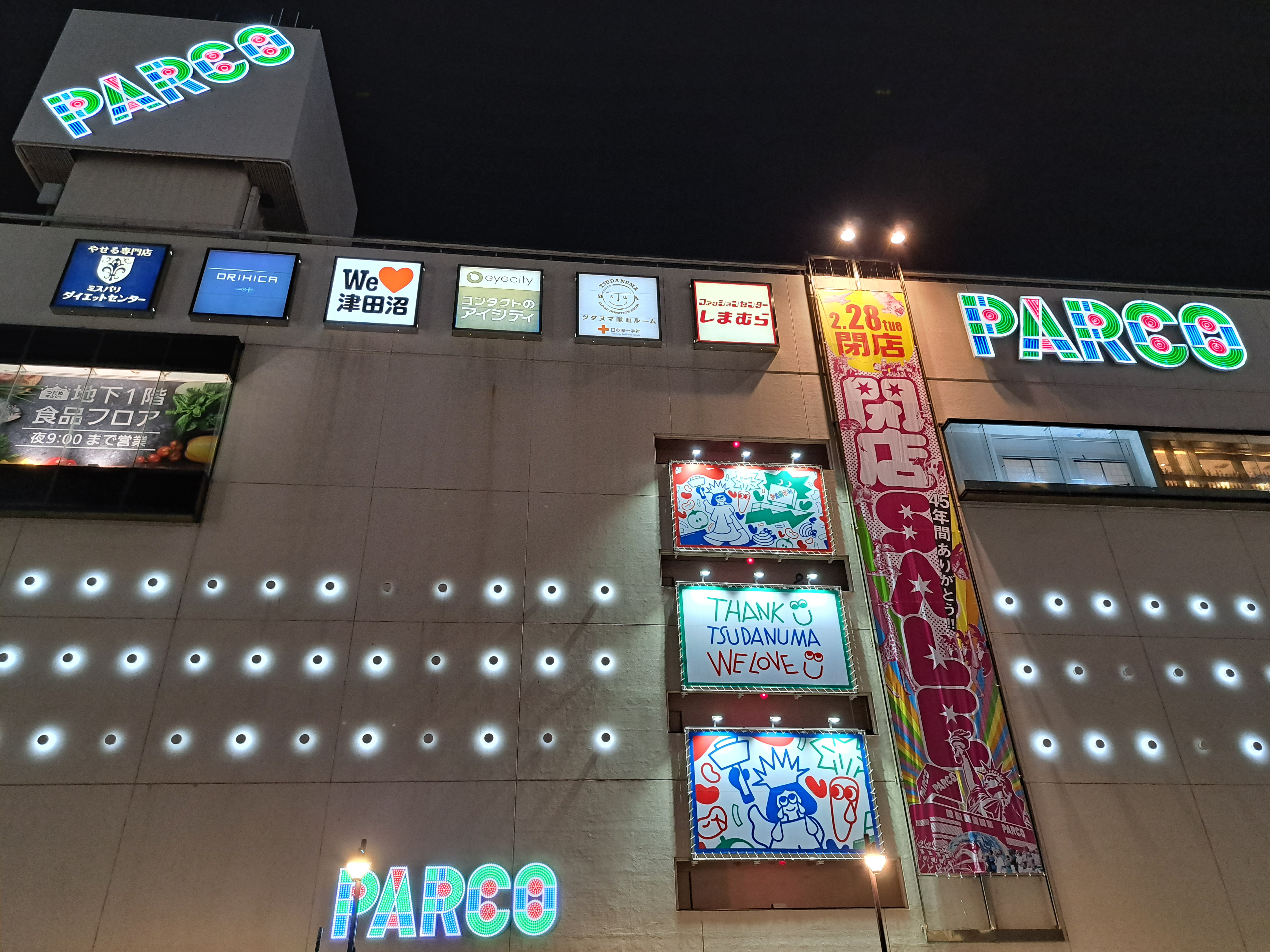
A館壁面のアートワークと懸垂幕
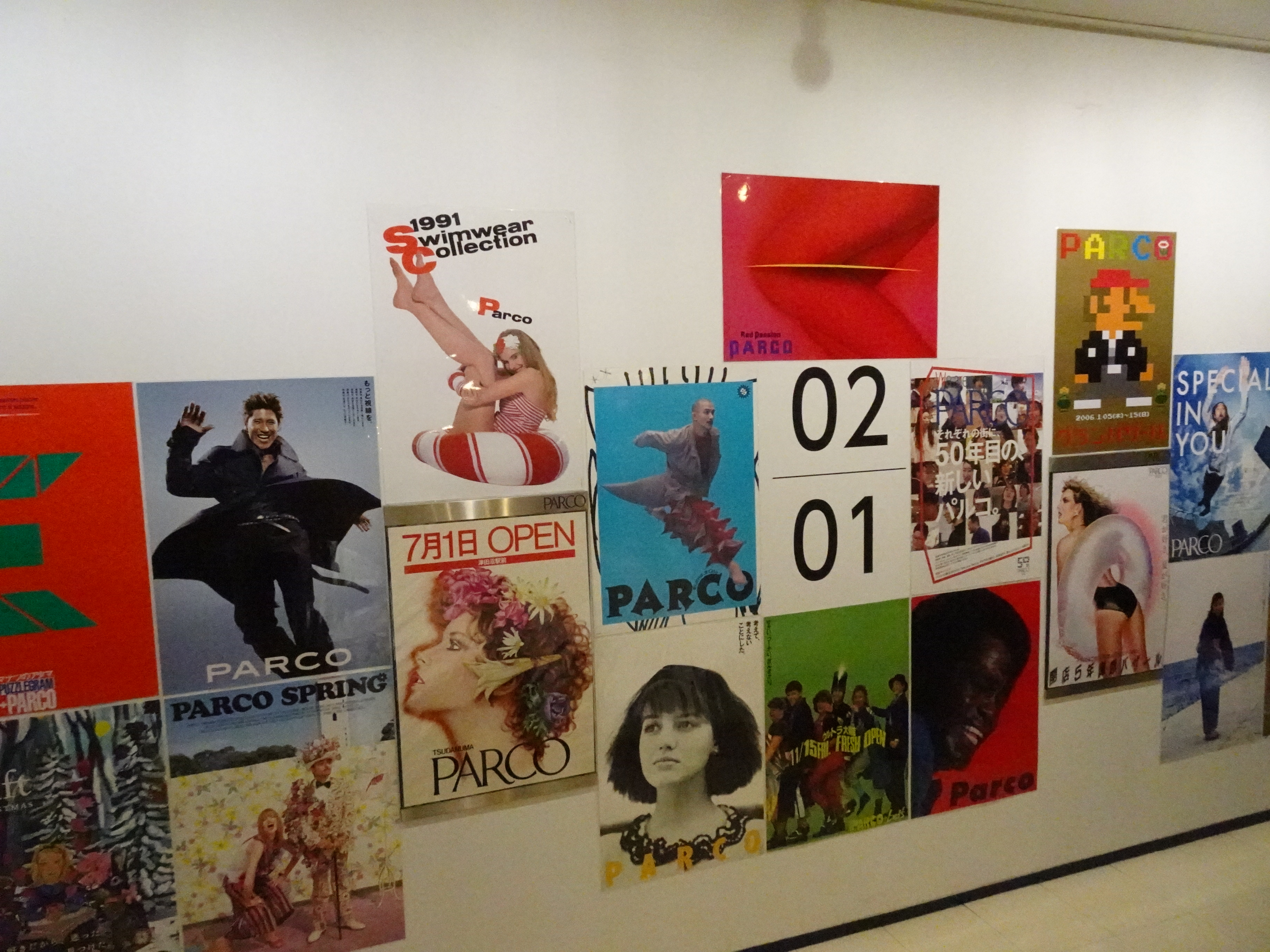
創業時からのポスターを展示した「PARCO B全展」
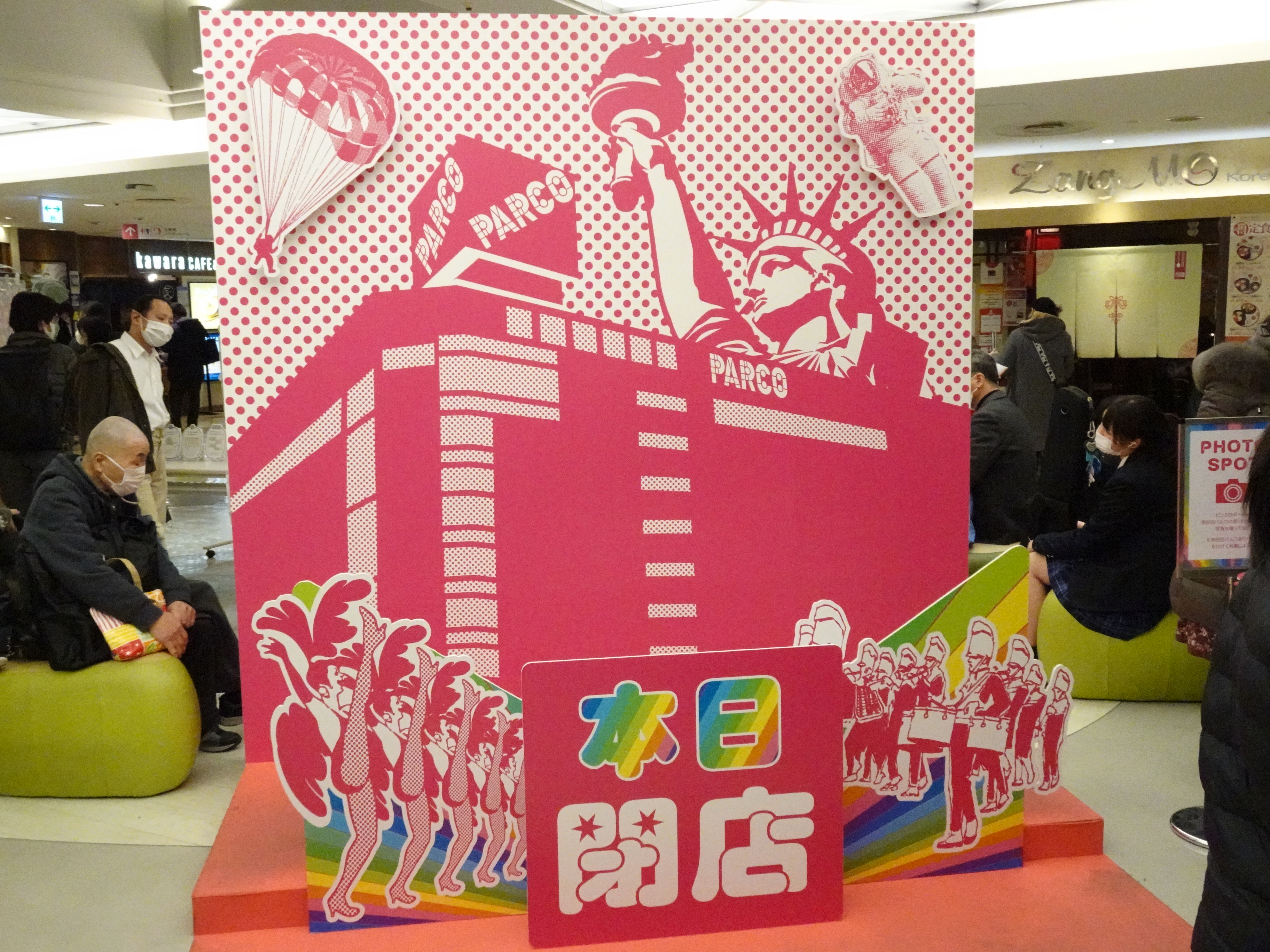
記念撮影コーナーのカウントダウンボード